# (2333) Porthan
(2333) Porthan ist ein Asteroid des Hauptgürtels, der am 3. März 1943 von dem finnischen Astronomen Yrjö Väisälä in Turku entdeckt wurde.
Der Asteroid wurde zu Ehren des bedeutenden finnischen Historikers Henrik Gabriel Porthan benannt.